# District d'Ochi (Ehime)
Pour l'article sur le district d'Ōchi de la préfecture de Shimane, voir district d'Ōchi (Shimane).
Le district d'Ochi (越智郡, Ochi-gun) est un district de la préfecture d'Ehime au Japon.
Selon l'estimation du 1er décembre 2011, sa population était de 7 533 habitants pour une superficie de 30,42 km2, donnant ainsi une densité de population de 248 hab./km2.

## Municipalité du district
- Kamijima